# Alexandru Anastasiu
Alexandru Anastasiu - cunoscut și sub numele de Alexe Anastasiu -  (n. 4 octombrie 1865, Blăgești, Vaslui - d. 1947, Iași) a fost unul dintre generalii Armatei României din Primul Război Mondial. 
A îndeplinit funcții de comandant de brigadă și divizie în campaniile anilor 1916 - 1918.

## Cariera militară
După absolvirea școlii militare de ofițeri cu gradul de sublocotenent, Alexandru Anastasiu a ocupat diferite poziții în cadrul unităților de infanterie sau în eșaloanele superioare ale armatei, cele mai importante fiind cele de comandant al Regimentelor 15, 36 și 9 Infanterie.
În perioada Primului Război Mondial, a îndeplinit funcțiile de șef de stat major al Diviziei 5 Infanterie, comandant al Brigăzii 19 Infanterie, comandant al Brigăzii 21 Infanterie, precum și comandant al Diviziei 9 Infanterie în perioada 3 16 iulie 1918 – 1/13 august 1919 distingându-se în cursul Bătăliei de la Mărăști din anul 1917, în fruntea Brigăzii 21 Infanterie.
La 14 septembrie a demisionat din armată, fiind trecut în rezervă. La 1 octombrie 1930 a fost trecut în rezervă, pentru limită de vârstă. A încetat din viață în anul 1947.:p. 56

## Decorații
- Ordinul „Steaua României”, în grad de ofițer (1913)
- Ordinul „Coroana României”, în grad de comandor (1909)
- Medalia „Bene Merenti” (1908)
- Ordinul „Serviciu Credincios” (1913)[1]:p. 432